# Strategic Air Command

Wappen des Strategic Air Command

Das Strategic Air Command (SAC; deutsch Strategisches Luftkommando) war während des Kalten Krieges die strategische Luftstreitmacht innerhalb der US-Luftwaffe, Inbegriff der militärischen Wachsamkeit sowie zentraler Bestandteil des nuklearen Abschreckungspotentials der Vereinigten Staaten.
Vom Ende der 1940er Jahre bis zu seiner Auflösung 1992 dienten dem SAC hunderte Bomber, Aufklärer, Tank- und Transportflugzeuge sowie Interkontinentalraketen.

## Geschichte

### Anfänge
Die Erfahrungen des Zweiten Weltkrieges – und hier vor allem die Bombardements weit entfernter Ziele – verstärkten in der Führung der Streitkräfte die Forderung nach einem eigenständigen Kommando für strategische Langstreckeneinsätze der Luftwaffe. Bei der anstehenden Reorganisation des US-Militärs entstand daher am 21. März 1946 das Strategic Air Command als eines von drei neuen Hauptkommandos der US Army Air Forces, die anderen beiden waren das Tactical Air Command zur Unterstützung der Bodentruppen und das Air Defense Command, verantwortlich für die Reservestreitkräfte und Heimatverteidigung.
Der Einsatz von Kernwaffen wäre ebenfalls vom SAC durchgeführt worden, da sie als strategische Waffen begriffen wurden und wegen ihrer Größe nur mit schweren Bombern transportiert werden konnten.
Erster Kommandeur wurde General George C. Kenney, der zuvor Luftoperationen auf dem pazifischen Kriegsschauplatz geleitet hatte.
Zur Zeit seiner Gründung verfügte das SAC über rund 84.000 Mann Personal und 1300 Flugzeuge, davon aber nur 221 der bewährten B-29-Superfortress-Bomber. Durch die noch andauernde Demobilisierung nach dem Krieg schrumpfte die Ausrüstung sogar noch bis 1947.

### Wachsende Bedeutung

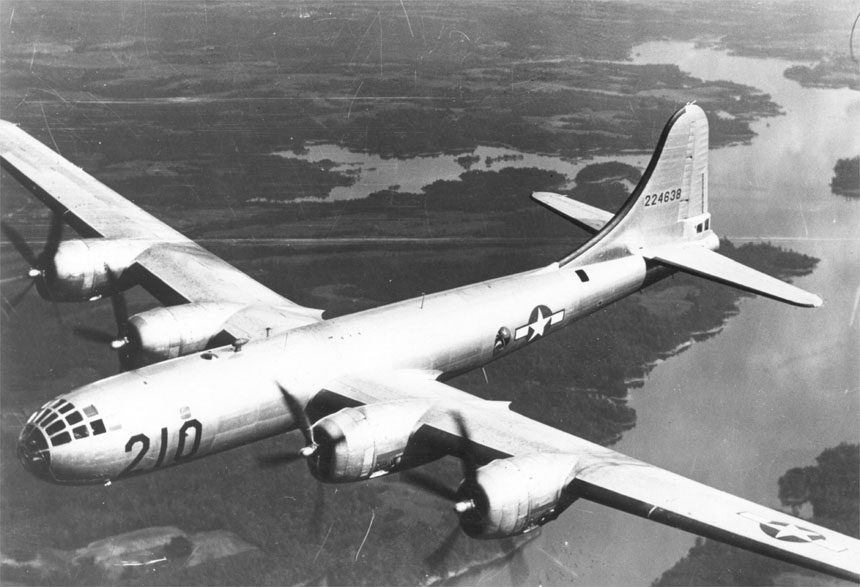
B-29 Superfortress

Die Modernisierung war schon in die Wege geleitet, als General Curtis E. LeMay, ein Bomberveteran und Luftkriegsstratege des Zweiten Weltkrieges und seit 1947 Kommandeur der United States Air Forces in Europe, am 19. Oktober 1948 die Führung des SAC für die nächsten 9½ Jahre übernahm. Der neue schwere Bomber B-36 Peacemaker wurde in Dienst gestellt, ebenso die B-50, eine leistungsgesteigerte Version der B-29. Die ersten beiden Einheiten zur Luftbetankung nahmen 1948 ihre Arbeit auf. Ab November 1948 zog das SAC in sein Hauptquartier auf die Offutt Air Force Base südlich von Omaha in Nebraska.
Unerwartete Unterstützung erhielt LeMay durch zwei Ereignisse: Zum einen legte der erste erfolgreiche sowjetische Atomwaffentest Ende August 1949 einen Schwerpunkt der US-amerikanischen Militärstrategie der nächsten Jahre auf die nukleare Abschreckung. Zum anderen weckte die Beteiligung am Koreakrieg und die dadurch verschärfte Konfrontation der beiden Weltmächte zusätzliche Bedürfnisse nach mehr und modernerer Ausrüstung. Beides setzte fast unbegrenzte finanzielle Mittel frei. Basen wurden ausgebaut und neues Material beschafft. 1951 begann mit der B-47 Stratojet das Jetzeitalter für die Bomberflotte, bis Ende 1954 waren über 1000 Exemplare ausgeliefert. Dazu kamen taktische Bomber (F-84) und Aufklärer (RB-47). Im Jahr 1952 flog die B-52 Stratofortress zum ersten Mal. In den nächsten Jahren erhielt das SAC 600 dieser schweren Langstreckenbomber, die die B-36 und die B-47 nach und nach ablösten und in der moderneren H-Version noch heute bei der USAF im Dienst sind. Dazu kam ab 1957 mit der KC-135 Stratotanker eine neue Generation von Tankflugzeugen zum Einsatz.

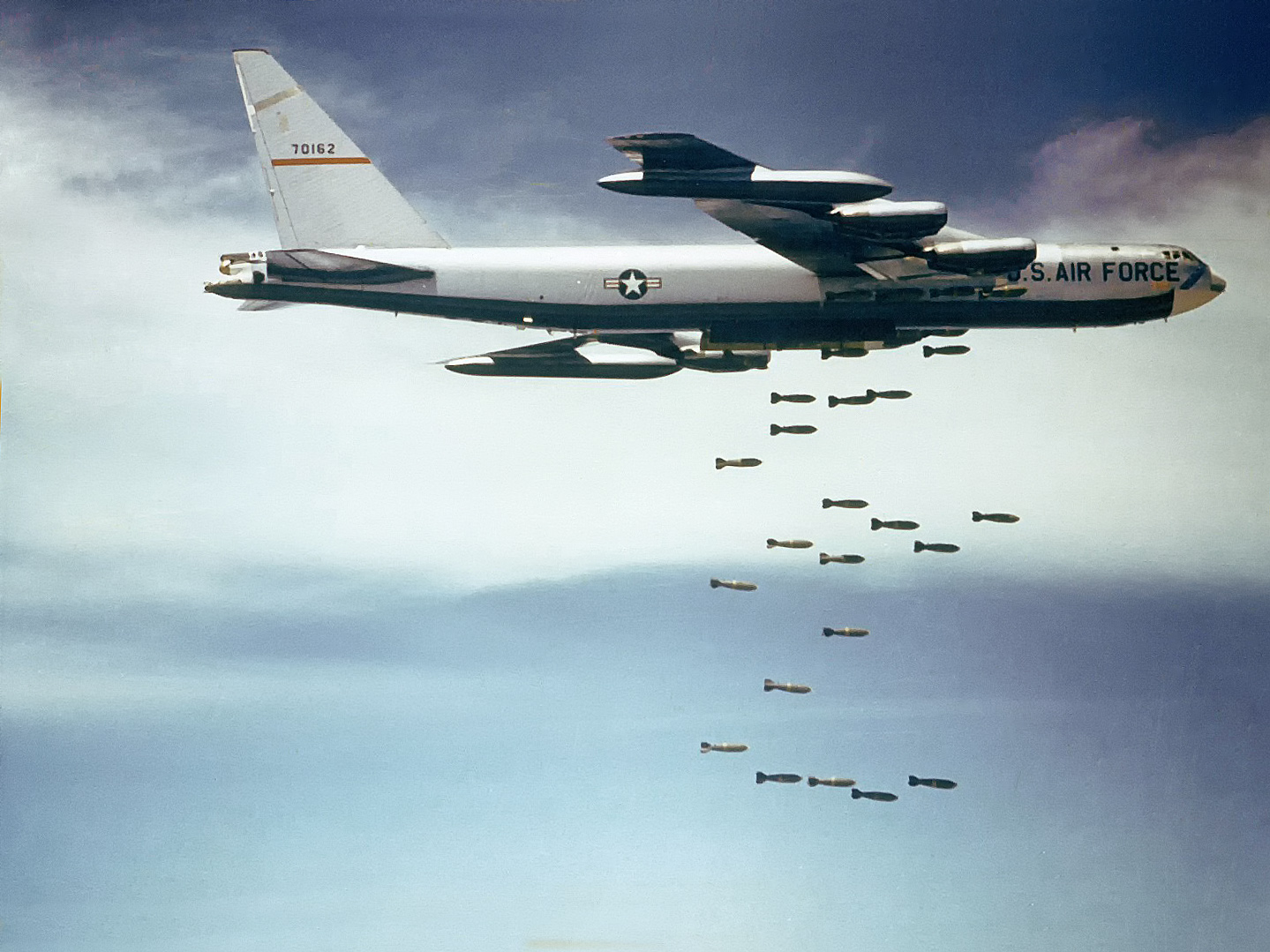
B-52 Stratofortress

Als General LeMay am 30. Juni 1957 die Führung des SAC abgab und Stabschef der US Air Force wurde, hinterließ er einen effizienten Verband mit moderner Ausrüstung, der wesentlich zur „gefühlten“ Sicherheit der Vereinigten Staaten beitrug. In dieser Zeit entstand auch das Motto: Peace is our profession. Ab 1957 nahm nach dem Sputnik-Schock die Bedrohung der Vereinigten Staaten durch sowjetische Interkontinentalraketen mit atomaren Sprengköpfen Gestalt an. Im Gegenzug verteilte man die Flugzeuge auf mehr Stützpunkte und im Oktober 1957 führte das SAC die Alarmbereitschaft für ein Drittel der Bomber ein, um sie im Falle eines Raketenangriffs rechtzeitig zum Gegenschlag starten zu können. Die Alarmierungszeiten wurden stetig verkürzt und als der Kalte Krieg 1962 mit der Kuba-Krise einen neuen Höhepunkt erreicht hatte, waren ständig mehrere Staffeln mit Atomwaffen bestückter B-52 in der Luft (vgl.: Chrome Dome). Durch die Weiterentwicklung amerikanischer Raketen (Titan II, Minuteman) konnten die Bereitschaftseinsätze bis Mitte der 1960er wieder reduziert werden; 1964 besaß das SAC erstmals mehr Interkontinentalraketen als Bomber.
Am Vietnamkrieg war das SAC durch Luftbetankung (KC-135), Aufklärung (SR-71, U-2) und Bombardierung beteiligt. Ein Nachfolger für die B-52 ließ weiter auf sich warten: Zwar beschaffte die USAF 1960 einige Überschallbomber des Typs B-58 und ab 1968 die FB-111 zur Ergänzung, aber die B-70 kam 1965 nicht über das Versuchsstadium hinaus und die B-1 ging erst 1984 nach einem zwischenzeitlichen Entwicklungsstopp in Serie.

### Auflösung und Nachfolger
Der Zerfall der Sowjetunion Anfang der 1990er Jahre reduzierte die militärische Bedrohung für die Vereinigten Staaten, so dass die ständige Einsatzbereitschaft der SAC-Flugzeuge am 27. September 1991 aufgehoben wurde. Bei der Anpassung der Organisationsstruktur an die neuen militärpolitischen Umstände löste die USAF schließlich das Strategic Air Command zum 1. Juni 1992 auf. Die Tank- und Transportflugzeuge wurden dem Air Mobility Command zugeordnet, während die Bomber, Aufklärer und Interkontinentalraketen zusammen mit den Kampfflugzeugen des Tactical Air Command das neue Air Combat Command bildeten. Die Nukleareinheiten des SAC wurden gemeinsam mit denen der US Navy vom United States Strategic Command (STRATCOM) übernommen.

## Kommandeure
| Nr. | Name                        | Bild | Beginn der Berufung | Ende der Berufung |
| --- | --------------------------- | ---- | ------------------- | ----------------- |
| 13  | George Lee Butler (USAF)    |      | 25. Januar 1991     | 1. Juni 1992      |
| 12  | John T. Chain Jr. (USAF)    |      | 22. Juni 1986       | 24. Januar 1991   |
| 11  | Larry D. Welch (USAF)       |      | 1. August 1985      | 22. Juni 1986     |
| 10  | Bennie L. Davis (USAF)      |      | 1. August 1981      | 31. Juli 1985     |
| 9   | Richard H. Ellis (USAF)     |      | 1. August 1977      | 31. Juli 1981     |
| 8   | Russell E. Dougherty (USAF) |      | 1. August 1974      | 31. Juli 1977     |
| 7   | John C. Meyer (USAF)        |      | 1. Mai 1972         | 31. Juli 1974     |
| 6   | Bruce K. Holloway (USAF)    |      | 1. August 1968      | 30. April 1972    |
| 5   | Joseph J. Nazzaro (USAF)    |      | 1. Februar 1967     | 31. Juli 1968     |
| 4   | John D. Ryan (USAF)         |      | 1. Dezember 1964    | 31. Januar 1967   |
| 3   | Thomas S. Power (USAF)      |      | 1. Juli 1957        | 30. November 1964 |
| 2   | Curtis E. LeMay (USAF)      |      | 19. Oktober 1948    | 30. Juni 1957     |
| 1   | George Kenney (USAF)        |      | 21. März 1946       | 15. Oktober 1948  |

## Mottos
Das inoffizielle Motto des SAC lautete, als Erweiterung des Spruches „Peace is our profession“, „Peace is our profession war is just a hobby!“
Auch folgender Spruch erlangte einige Bekanntheit: „To err is human, to forgive is divine, and neither is SAC policy!“;
deutsch „Irren ist menschlich, vergeben ist göttlich, beides gehört nicht zu den Einsatzgrundsätzen des SAC!“